# Wybory parlamentarne w Wenezueli w 2015 roku
Wybory parlamentarne w Wenezueli w 2015 roku – wybory do Zgromadzenia Narodowego Wenezueli przeprowadzone 6 grudnia 2015 roku. Rządząca Zjednoczona Partia Socjalistyczna Wenezueli przegrała wybory na rzecz opozycji prowadzonej przez Jesusa Torrealbę z Koalicji na rzecz Jedności Demokratycznej.

## Przebieg kampanii
Wybory poprzedził kryzys gospodarczy (oraz fala protestów, jaka w związku z tą sytuacją przeszła przez kraj w 2014 roku), jaki dotknął kraj w okresie rządów prezydenta Nicolása Maduro na skutek spadku cen ropy naftowej. Kampania przebiegała w napiętej atmosferze, a w jej trakcie dochodziło do aktów przemocy politycznej dokonywanej przez uzbrojone bojówki.

## Wyniki
Wybory zgodnie z prognozowanymi wynikami sondażowymi okazały się pierwszymi od 1998 roku przegranymi wyborami dla stronnictwa politycznego utworzonego przez zmarłego Hugo Cháveza. Opozycyjna Koalicja na rzecz Jedności Demokratycznej zdobyła 112 ze 167 miejsc w Zgromadzeniu Narodowym, pozostałe 55 mandatów przypadło Zjednoczonej Partii Socjalistycznej Wenezueli. Frekwencja wyborcza wyniosła 74,17%.
|  | Partia                                      | Głosy     | Procent | Mandaty | Mandaty zmiana |
|  | ------------------------------------------- | --------- | ------- | ------- | -------------- |
|  | Koalicja na rzecz Jedności Demokratycznej   | 7 726 066 | 56,22%  | 109     | 45             |
|  | Zjednoczona Partia Socjalistyczna Wenezueli | 5 622 844 | 40,91%  | 55      | 44             |
|  | Representación Indígena                     | -         | -       | 3       | -              |
|  | Inni                                        | 394 064   | 2,87%   | 0       | 2              |